# Polare Sonnenuhr

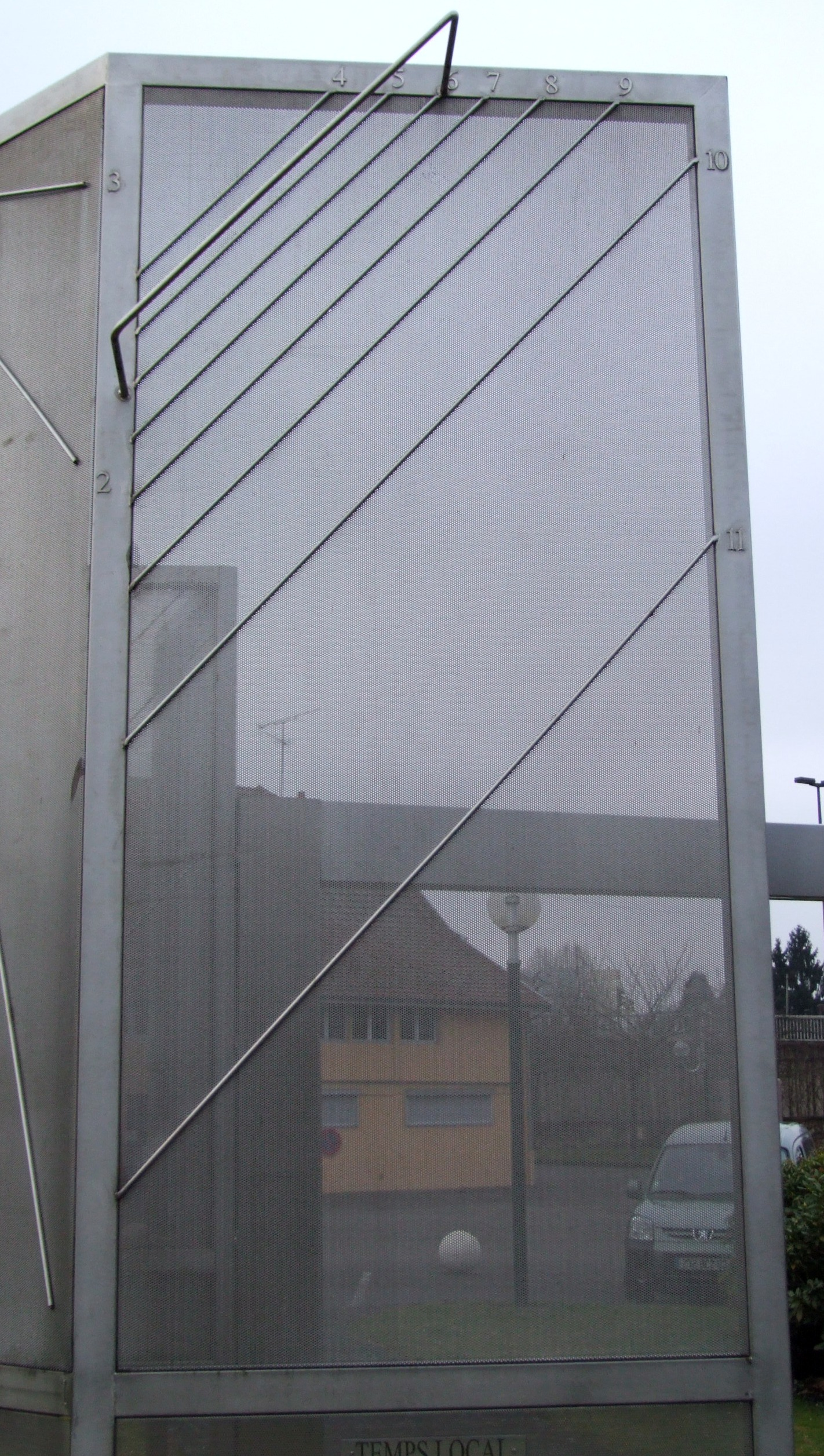
(Polare) Ost-Sonnenuhr

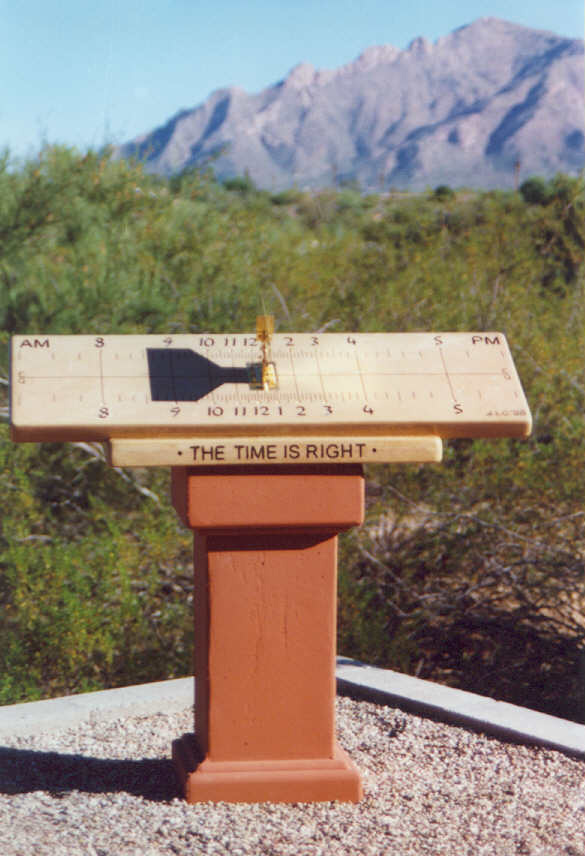
Polare Süd-Sonnenuhr

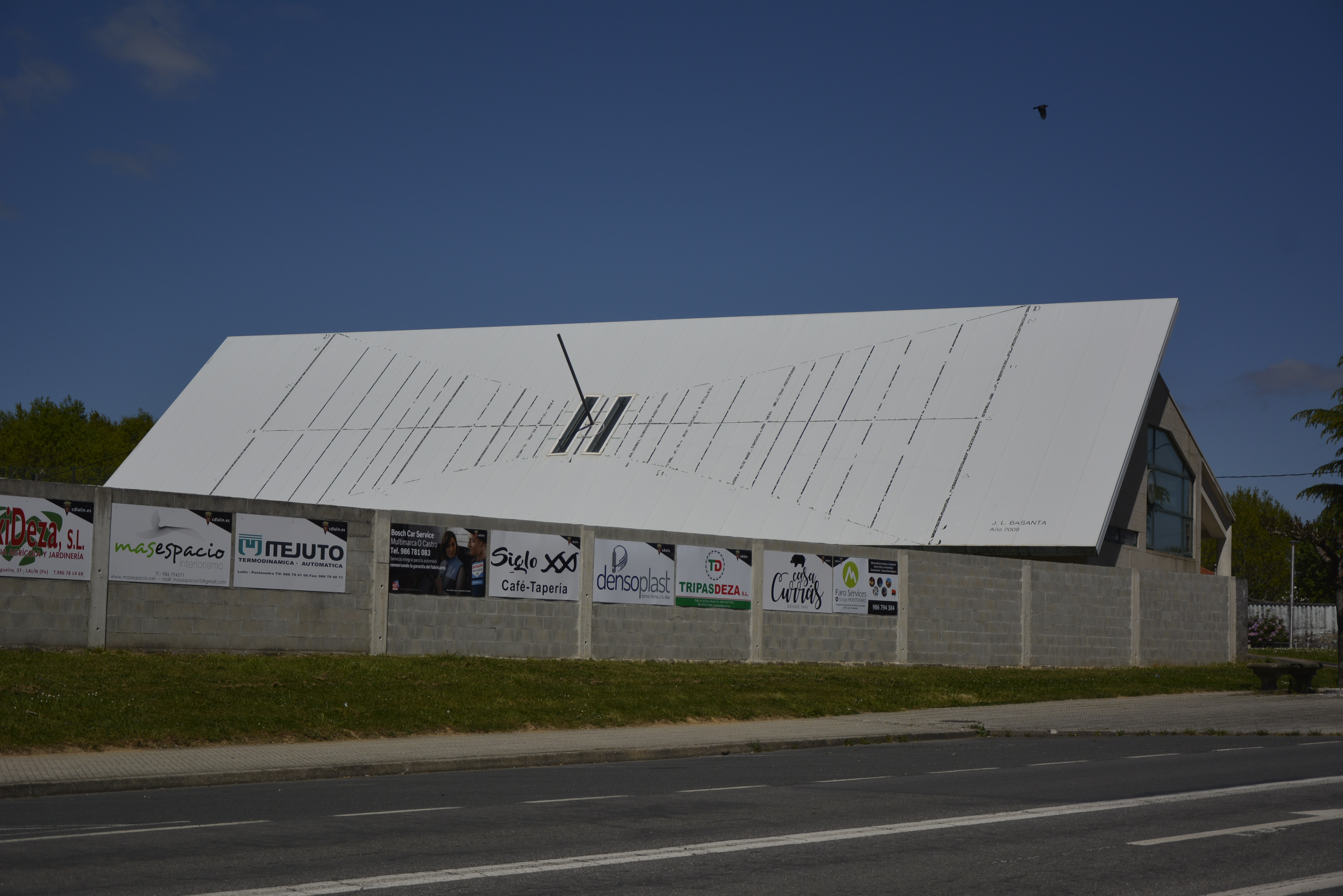
Monumentale Polarsonnenuhr in Lalín (Spanien)

Eine Polare Sonnenuhr ist eine Bauart einer Sonnenuhr, bei der das Zifferblatt eine Parallele der Erdachse enthält. Wird als Schattenwerfer ein Polstab verwendet, so ist dieser eine Parallele zum Zifferblatt, seine Schattenlinien sind zu ihm und untereinander parallel. Sie schneiden sich also nicht in einem Punkt, sondern sind wie die Sprossen einer Leiter – jedoch mit ungleichen Abständen – zueinander angeordnet.

## Polare Süduhr
Bei der polaren Süduhr liegt die Normale des Zifferblatts in der Meridianebene. Die orthogonale Projektion des Polstabs auf das Zifferblatt (direkt unterhalb des Stabes) ist die Stundenlinie, auf welcher der Schatten des Polstabs um 12 Uhr (also am Mittag) liegt. Die anderen Stundenlinien haben von dieser Referenzlinie den Abstand {\displaystyle c=d\cdot \tan \tau } (d ist die Distanz des Polstabs über dem Zifferblatt, τ ist der Stundenwinkel der Sonne). Das Zifferblatt wird in der Regel von 7 Uhr bis 17 Uhr (Wahre Ortszeit) skaliert. Die Anzeigen für 6 Uhr und 18 Uhr sind nicht möglich, weil in diesen Momenten die Richtung zur Sonne parallel zum Zifferblatt liegt, so dass der Schatten des Polstabs theoretisch unendlich weit von der Referenzlinie entfernt läge.

## Polare Ost- und Westuhr

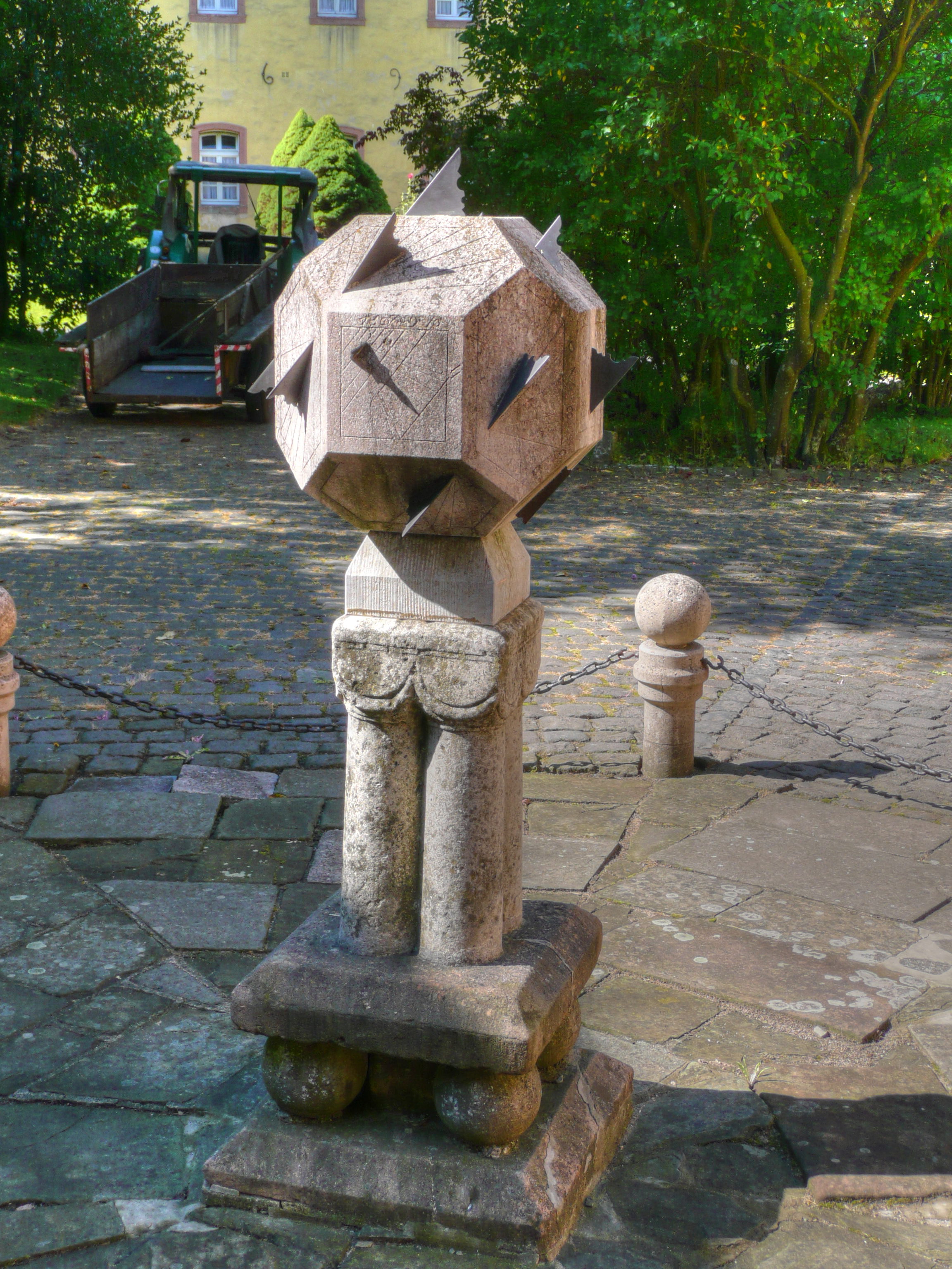
Vielfachsonnenuhr im Kloster Steinfeld (Eifel). Vorn: (polare) Ost-Uhr mit den parallelen Linien; dann: Nord-Ost-Uhr; rechts: Nord-Uhr; links: Süd-Uhr; dann: Süd-Ost-Uhr; oben: Horizontal-Sonnenuhr;

Andere spezielle Lagen des Zifferblatts haben die (polare) Ost-Sonnenuhr (das Zifferblatt ist typischerweise die vertikale Ostwand eines Gebäudes; seine Normale zeigt nach Osten) und die (polare) West-Sonnenuhr (Westwand eines Gebäudes, Normale zeigt nach Westen). Die orthogonale Projektion des Polstabs auf die Wand ist die Stundenlinie, auf welcher der Schatten des Polstabs um 6 Uhr (am Morgen, bei einer Ost-Sonnenuhr) bzw. um 18 Uhr (am Abend, bei einer West-Sonnenuhr) liegt. Die anderen Stundenlinien haben von dieser Referenzlinie den Abstand c = d · cot τ. Bei der Ostuhr endet die Skalierung meistens bei 11 Uhr, bei der Westuhr beginnt sie bei 13 Uhr. Um 12 Uhr ist keine Anzeige möglich, weil die Richtung der Sonne (in Europa im Süden) dann parallel zum Zifferblatt liegt und der Schatten des Polstabs theoretisch unendlich weit von der Referenzlinie entfernt läge.
Die polare Ost- und die polare Westsonnenuhr werden meistens nur als Ost- und Westsonnenuhr bezeichnet, weil sie zugleich Sonderfälle von vertikalen Sonnenuhren sind.